# Eurytoma kondarica
Eurytoma kondarica är en stekelart som beskrevs av Zerova 1994. Eurytoma kondarica ingår i släktet Eurytoma och familjen kragglanssteklar.
Artens utbredningsområde är:
- Tadzjikistan.
- Ukraina.

Inga underarter finns listade i Catalogue of Life.